# Aeon Oz
Aeon Oz ist ein Film des österreichischen Regisseurs Heinz Kasper aus dem Jahr 2023. Der Film thematisiert grundlegende Fragen der menschlichen Existenz in Bezug auf Zeit, Natur und Transformation. Er verwendet eine visuell orientierte Erzählweise und kombiniert Landschaftsaufnahmen mit choreografierten Szenen, um eine spirituell-symbolische Reise darzustellen. Die Premiere fand am 10. Februar 2023 in der Cinemateca in Bogotá (Kolumbien) statt.

## Handlung
Der Film besteht aus zwölf Kapiteln sowie einem Prolog und einem Epilog. Im Zentrum steht eine Tänzerin, dargestellt von Juana del Mar Jiménez Infante, deren Bewegungen durch verschiedene Landschaften und Räume führen. Diese Reise stellt einen symbolischen Transformationsprozess dar, inszeniert und thematisiert Aspekte wie Selbstentfaltung, Wahrnehmung, Naturverbundenheit und persönliche Entwicklung. Die Struktur des Films orientiert sich am sogenannten Aeon Oz Mantra, das sich aus spirituellen und philosophischen Aussagen zusammensetzt.
Die Szenen sind ohne gesprochene Dialoge und folgen keiner klassischen narrativen Dramaturgie. Vielmehr dominieren rhythmisch strukturierte Sequenzen, die mit Musik und Bewegung arbeiten.

## Drehorte
Die Aufnahmen zu AEON OZ entstanden über mehrere Jahre hinweg an verschiedenen geografisch und kulturell vielfältigen Orten in Südamerika, Südasien und Europa. Gedreht wurde unter anderem in abgelegenen Wüsten- und Gebirgslandschaften Indiens und Nepals, in historischen Tempelanlagen sowie an spirituellen Stätten des Himalaya-Raums. Auch tropische Regenwälder, Flusstäler und Küstenregionen Kolumbiens bilden zentrale visuelle Kulissen. Einzelne Szenen entstanden zudem in europäischen Waldlandschaften.

## Titel und Konzeption
Der Titel Aeon Oz setzt sich aus zwei Begriffen zusammen: Aeon (altgriechisch: „Zeitalter“) bezeichnet in spirituellen oder kosmologischen Kontexten einen umfassenden Entwicklungsabschnitt. Oz (hebräisch: עֹז) steht für Kraft oder Stärke und ist in mystischen Traditionen wie der Kabbala auch mit Licht assoziiert. In Kombination steht der Titel für eine spirituelle und energetische Transformation sowie für ein neues Bewusstsein.
Das Aeon Oz Mantra, das die symbolische Grundlage des Films bildet:
WE ARE HERE TO GROW – THIS IS THE RIGHT PLACE – TO UNFOLD AND EXPRESS OURSELVES – FOR THE JOY OF LIVING – FOR LOVING AND PLAYING – WITH ALL OUR RESPONSIBILITY – IN HARMONY WITH ALL BEINGS – WITH DEEP FAITH – WITH SPIRITUAL CONVICTION – RESPECTING THE UNIVERSAL PRINCIPLES AND LAWS – NO BORDERS, JUST FREEDOM – READY FOR TRANSFORMATION AND UNITY.

## Musik
Der Film verzichtet vollständig auf gesprochene Dialoge, daher spielt die Musik eine zentrale Rolle in der Gestaltung der Atmosphäre. Die Kompositionen stammen von Matteo Haitzmann und Ali N. Askin. Interpretationen erfolgen durch Corinna Guthmann, Swantje Tessmann und Lea Tessmann. Die Originalmusik wurde 2025 bei Yatak Records veröffentlicht und besteht aus 14 Titeln, die jeweils einem Kapitel des Films zugeordnet sind.

## Auszeichnungen
- Österreichischer Filmpreis 2025 – Nominierung: Beste Musik[5]
- Liverpool Indie Awards – Gewinner: Best Experimental Feature[6]
- Cannes Art Film Fest – Gewinner: Best Art Film[7]
- Anatolia International Film Festival – Gewinner: Best Cinematic Experimentation[8]
- Palma Film Festival – Gewinner: Best Experimental Feature[9]